# Жан-Мішель Фонтейн
Жан-Мішель Фонтейн (фр. Jean-Michel Fontaine, нар. 28 серпня 1988, Сен-П'єр) — реюньйонський футболіст, що грає на позиції нападника в реюньйонському клубі «Тампоннез» та збірній Реюньйону. Є найкращим бомбардиром реюньйонської збірної за всю її історію — 15 м'ячів.

## Клубна кар'єра
Жан-Мішель Фонтейн народився в місті Сен-П'єр. Розпочав футбольну кар'єру в 206 році виступами в реюньйонській команді «Тампоннез», в якій він швидко став одним із основних гравців атакуючої ланки команди, та одним із кращих бомбардирів команди, відзначившись у її складі 65 забитими м'ячами, кілька разів у складі команди става чемпіоном та володарем Кубка Реюньйону. У 2012 році Фонтейн став гравцем іншого реюньйонського клубу «Сен-П'єрруаз», у складі якого протягом сезону відзначився 15 забими м'ячами у 28 матчах. На початку 2013 року зіграв кілька матчів у складі нижчолігового англійського клубу «Флітвуд Таун», а в другій половині року повернувся до складу клубу «Сен-П'єрруаз», у складі якого грав до кінця року.
На початку 2014 року Жан-Мішель Фонтейн став гравцем реюньйонського клубу «Ексельсіор», у якому грав до кінця 2015 року, в якому також був одним із кращих бомбардирів команди. У складі «Ексельсіора» двічі ставав володарем Кубка Реюньйону. З початку 2016 року Фонтейн знову є гравцем клубу «Сен-П'єрруаз», у складі якого 4 рази ставав чемпіоном Реюньйону та двічі володарем Кубка Реюньйону. З 2021 року перейшов до клубу «Тампоннез», у складі якого в 2021 році знову став чемпіоном Реюньйону.

## Виступи за збірну
Жан-Мішель Фонтейн з 2007 року є гравцем збірної Реюньйону. У складі команди брав участь у Іграх Індійського океану та Кубку Утремер. у складі команди на початок липня 2021 року зіграв 28 матчів, у яких відзначився 15 забитими м'ячами, що є найкращим показником за всю історію реюньйонської збірної.